# Olof Rylander
Olof Petter Rylander, född 15 februari 1819 i Säms församling, Älvsborgs län, död 23 oktober 1890 i Timmele församling, Älvsborgs län, var en svensk godsägare och riksdagsman.
Rylander var ägare till godset Brostorp i Älvsborgs län. Han var ledamot av riksdagens andra kammare 1867–1875, invald i Redvägs härads valkrets. Han tillhörde därefter första kammaren 1876–1883, invald i Älvsborgs läns valkrets.
Hans son hette Johan Rylander och bodde på Önnarp. Olof Rylander hade en dotter, som var gift d'Albedyhll. Hennes man var kapten och bodde på kaptensbodstället i Härna. De hade två barn, Christer och Johan.
Olof Rylander var delaktig i att se till att järnvägen mellan Vartofta och Ulricehamn byggdes. Ett av loken kallades därför "OP" efter Olof Petter Rylander.